# 亚历山大·博罗夫斯基
亚历山大·基里洛维奇·博罗夫斯基（俄語：Александр Кириллович Боровский，1889年3月18日—1968年4月27日），俄裔美国钢琴家。他于1912年以金牌和安东·鲁宾斯坦奖的优异成绩完成了聖彼得堡音樂學院的学业。

## 生平
亚历山大·博罗夫斯基于1889年3月18日出生于俄罗斯帝国的米陶（现为拉脱维亚的叶尔加瓦）。他的第一位钢琴老师是他的母亲，她曾是瓦西里·萨福诺夫的学生。他于1912年毕业于聖彼得堡音樂學院。
他在1912年的安東·魯賓斯坦比赛中赢得冠军，引起了广泛关注。除音乐学习外，他还在圣彼得堡大学获得了法律学位。1915年至1920年，亚历山大·博罗夫斯基在莫斯科音樂學院教授大师班。
1916年5月11日的《音乐信使报》引用了1915年3月莫斯科报纸的报道：“亚历山大·博罗夫斯基是安娜·叶西波娃的学生。他是一位技巧精湛、力量充沛、魅力十足的钢琴家，节奏感强，力度控制得当。博罗夫斯基尊重作曲家的设计，并有传达其精神的天赋。在他的独奏会上，他演奏了斯克里亚宾的第十奏鸣曲（最后创作的作品），这是一部因其复杂性和神秘主义精神而极其困难的作品，博罗夫斯基以罕见的深刻分析和逐渐升华的火热激情演绎了这部作品。”
“偶尔，在众多大多平庸的音乐会中，我们会想起这样一句谚语：‘被召的人多，选上的人少。’从音乐角度来说，俄罗斯钢琴家亚历山大·博罗夫斯基无疑是被选上的人之一，他确实是音乐天空中一颗冉冉升起的新星。必须听他演奏巴赫才能欣赏到他的精确、清晰的表达、动态和丰富的色彩变化。但他不仅擅长古典音乐，似乎也是现代音乐，尤其是年轻俄罗斯学派作品的天生诠释者。他在这里的成功是名副其实的。”
在赢得多样化曲目钢琴家的声誉后，博罗夫斯基回到欧洲，1937年，他几乎专门致力于演奏约翰·塞巴斯蒂安·巴赫的作品。战争爆发时，博罗夫斯基先去了南美洲，在那里继续他的巴赫独奏会（巴赫的键盘作品在许多拉丁美洲城市都是因此首次上演）并赢得了新的赞誉。他在布宜諾斯艾利斯连续举办了五场巴赫之夜，获得了显著的赞誉，因此受邀在巴西圣保罗的艺术文化协会的赞助下重复演出。
十月革命后，他决定离开俄罗斯并开始在欧洲巡演，并最终于1923年在卡内基音乐厅首次于美国演出。他于1941年成为美国公民，1956年成为波士頓大學教授。他曾与欧洲、北美和南美的所有主要管弦乐团合作，在謝爾蓋·庫塞維茲基和查理·明希指挥下与波士顿交响乐团合作演出超过20场。同时，他开始录制巴赫和李斯特的一些重要作品，他是首位录制巴赫30首创意曲和李斯特全部匈牙利狂想曲的钢琴家。博罗夫斯基以他对古典和浪漫音乐的客观诠释而著称。评论家说，他演奏巴赫的作品以其建筑般的质感而闻名。斯克里亚宾夫人在1917年10月18日《音乐信使》第27页写道：“我还推荐亚历山大·博罗夫斯基，他是莫斯科音乐学院的一位年轻教授，几乎演奏斯克里亚宾的所有作品，并且在俄罗斯已经作为钢琴家获得了很高的声誉。博罗夫斯基是斯克里亚宾协会的成员。”“布劳多、马科夫斯基和布良恰尼诺夫等人就斯克里亚宾艺术的各个方面发表了演讲，而后期作品以及一些遗作也由博罗夫斯基演奏。博罗夫斯基的地位愈发光荣，因为没有哪个俄罗斯独奏会节目单是没有斯克里亚宾名字的，所以这位艺术家在这方面没有对手。”
1926年，博罗夫斯基在哈丽特·布劳尔的《键盘上的现代大师》中写道：
是的，我有非常庞大的曲目，而且还在不断增加。我在南美时，在不同城市举办了许多音乐会。在布宜诺斯艾利斯，我在十周内给出了十二场完全不同的节目。我当然演奏很多俄罗斯音乐——斯克里亚宾、普罗科菲耶夫和许多其他人。但我演奏所有国家和所有时代的音乐。美国音乐和麦克道威尔。我想在俄罗斯很少有人知道美国音乐。至于麦克道威尔，当然我们知道他的名字，也知道一些比较华丽的曲目，如《女巫之舞》、《波兰舞曲》和钢琴协奏曲，但不了解他的奏鸣曲。我想演奏一首或多首这样的作品，也想演奏其他美国作曲家的作品。现在我来到美国，你们国家的音乐发展让我非常感兴趣。我在这里度过了愉快的两个月，希望能再次回来做更长时间的停留。但现在，在愉快的两个月之后，我和夫人即将返回欧洲，因为我在那边有四十场音乐会的巡演，将带我去伦敦、巴黎、西班牙、意大利、比利时、荷兰、德国。但一直以来，我都期待着回到你们美丽的国家——美国！
以下威尔特-米尼翁钢琴卷可能是博罗夫斯基于1910年在莫斯科和圣彼得堡录制的：#2029 柴可夫斯基：G大调奏鸣曲，作品27，第一乐章，#2030 拉赫玛尼诺夫：《幻想小品集》中的《悲歌》，作品3第1首，降E小调（1910年1月），#2031 阿连斯基：24首性格小品，作品36第13首，升F调练习曲，#2032：利亚多夫：船歌，作品44，升F调，#2033 拉赫玛尼诺夫：前奏曲，作品23第3首，D小调（1910年1月）。
博罗夫斯基于1968年4月27日在马萨诸塞州的瓦班去世，葬于牛顿公墓。